# Cerkev sv. Pavla, Prebold
Cerkev sv. Pavla v Preboldu je posvečena spreobrnjenju svetega Pavla (25. januar). Služi kot župnijska cerkev župnije Prebold.

## Zgodovina
Na ozemlju Spodnje Savinjske doline sta bili samo dve pražupniji. Zapdana je imela svoj sedež v Braslovčah. Prvič se naša pražupnija pojavi leta 1440. Njeno območje je poleg zapadne polovice Spodnje Savinjske doline in sosednjih pobočij zavzemalo tudi pas južnega sredogorja, ki je segal vse do Save. Njeni patroni (lastniki) so bili Žovneški gospodje, ki so patronat kasneje predali gornjegrajskemu samostanu. Iz braslovške pražupnije se je odcepilo veliko župnij med njimi tudi Šent Pavel (okoli 1392) iz nje pa sta se odcepili župniji svetega Pankracija v Grižah (1489) in svete Marije v nebo vzete v Mariji Reki (1787).

### Prvotna podoba in gradnja
Njen nastanek sega najverjetneje v 14. stoletje (natančneje  1302) in je bila lesena. Vizitacijski zapisnik iz leta 1631 omenja kamnit stenski tabernakelj, krstilnik v sredini cerkve ter 5 oltarjev (eden v kapeli, drugi v zakristiji, dva v stranskih kapelah, glavni oltar). Glede na zapise iz leta 1752, ki govorijo o stanju cerkve izvemo, kakšna je bila podoba cerkve: ruinozno zidovje in tabulat v ladji, slabo izravnan kamnit tlak in pomanjkanje obokanja v prezbiteriju. Iz tega lahko rekonstruiramo prvotno podobo gotske cerkve, ki je imela v ladji in prezbiteriju tabulat, zidni tabernakelj in krstilnik sredi ladje, kasneje v 17. stoletju pa so ji prizidali dve stranski kapeli.
V letih 1762 in 1775 so na njenem mestu zgradili drugo cerkev, ki jo sestavlja pravokotna ladja s prizidanima kapelama, prezbiterij z zakristijo in zvonik. V notranjosti je bila kamnito tlakovana, v ladji in prezbiteriju pa je bila banjasto obokana. V njej se je takrat nahajalo pet oltarjev (med njimi je bil v letih 1801, 1841 in 18700 obnovljen veliki oziroma glavni oltar ter okrašen s sliko: »Spreobrnjenje svetega Pavla«. Slika je delo Mihaela Stroya in je iz leta 1859). Kipa svetega Martina in svetega Miklavža sta bila izdelek Mateja Tomca. Oltar svetega Križa in svete Ane sta bila obnovljena leta 1869, izdelal pa ju je Franc Bizjak, leta 1860. Zakristijska omarica je bila baročno mizarsko delo iz leta 1750. Vsi trije zvonovi so nastali v celjski livarni, katere lastnik je bil Caspar Baltsar Schneider, med letoma 1741 in 1748.

### Nova cerkev
Leta 1895 so to cerkev podrli, saj je postala premajhna za vse vernike, na njenem mestu pa so postavili današnjo neoromansko cerkev, dokončali so jo leta 1898. Darove za novo cerkev so pričeli pobirati z 1. januarjem 1892, zbirali so jih po vaseh, sosednjih župnijah, nekaj pa so darovali tudi premožni krajani in občinski odbor. 
Za novo cerkev so dali narediti tudi nekaj novih stvari oziroma opreme: kamnita podoba svetega Pavla (nad vhodnimi vrati), ki jo je izdelal podobar Ivan Cesar iz Mozirja in je bila postavljena na svoje mesto 20. maja 1898, glavni oltar je izdelal Ferdinand Stuflesser iz St. Ulrich in Gröden,  Südtirol.  Ivan Cesar je prav tako napravil Marijin oltar ter popravil oltar svetega Križa v kapeli. Klopi v cerkvi so iz hrastovega lasa in so delo mizarskega mojstra Franca Sternada, ki jih je postavil v cerkev 31. marca 1899, prav tako je izdelal tudi novi spovednici. Nov božji grob je prav tako postavil Ivan cesar iz Mozirja. Novi križev pot pa je delo Ferdinanda Stuflessera iz Sankt Ulrich, Südtirol.

## Zunanja podoba cerkve
Zgrajena je v neoromanskem slogu in je v obliki križa. Glavni oltar je postavljen proti vzhodu, medtem ko so vrata proti zahodu in so iz masivnega hrasta. Nad njimi je v vdolbino postavljen kip svetega Pavla, ki je delo Ivana Cesarja.

### Posebnosti
Pred cerkvijo stoji kip Device  Marije, ki stoji na štirioglatem podstavku s stebrom iz nabrežnega marmorja. Kip Marije je bil vlit v železarni na Moravskem. Na sprednjem delu je napis, ki pravi: »Marija brez madeža spočeta, prosi za nas«, na zadnji strani pa: »Postavila šentpavelska fara leta 1880«.  Leta  1942 so ga odstranili Nemci, saj so ga verjetno želeli uporabiti za izdelavo orožja. Kip so nato shranili v cerkvi in ga na njegovo mesto postavili šele leta 1991. Podstavek so morali narediti ponovno, saj se je prvotni izgubil. Kip Marije so najprej dali očistiti ter ga nato dali pozlatiti v Šempeter.

### Nagrobniki
V severno stran cerkve sta vzidana dva nagrobnika: prvi pripada otroku Ernestu Friedrichu(ki je bil grofov sin), drugi pa pripada celjskemu škofu Gaudenciju iz 6. stoletja. Ta kamen je bil prvotno vzidan v menzo velikega oltarja do leta 1896, na kar spominjajo trije posvetilni križi in vdolbina za relikvije. Ker so v bližini cerkve perice uporabljale za pranje v potoku kamnit neokrašen rimski sarkofag kot korito še leta 1926, je možno, da je bila plošča vzeta s tega sarkofaga.

### Nekdanji škof Gaudencij
Na zunanji strani župnijske cerkve je vzidana marmorna nagrobna plošča nekdanjega celjskega škofa Gaudencija. Napisna tabla se je razbila na 3 dele, ki so jih sestavili, na desni strani pa je plošča odlomljena. Na levi strani zgoraj je izklesana kvadratna globina za relikvijo in dva koncesijska križa v sredini plošče. Zgoraj med besedilom je venec v reliefu, od katerega gresta simetrično na levo in desno dva trakova, na vsaki strani pa je po en pav, ki je simbol starokrščanskega vstajenja. Besedilo je sestavljeno in urejeno tako, da tvori vsaka vrsta heksameter in začetne črnke vsake od osmih vrst pa dajejo ime pokojnika v rodilniku GAUDENTI.  Dostojanstvo pokojnika je razvidno v zadnji vrsti, kjer je zapisana beseda EPISCOP (I)-oklepanje črke na tabli ni več razvidno.
Vsebina napisa: »Klic zemlji, beseda pohvale in zahvale, slednjič prošnje preostalih«. Dr. Egger je iz oblike pisave razbral, da pesnitev izvira iz 6 stoletja. Pesnik je najverjetneje bil duhovnik celjske dijeceze, ki je obstajala do leta 600, ko so vdrli Avari na naše ozemlje.
Obnovljeno župnišče krasijo lepo izdelana vrata, ki so izdelana iz masivnega hrasta, oklepa pa jih kamniti portal z letnico, ki najverjetneje predstavljajo zadnjo večjo obnovo župnišča (1872). Nad vrati je ohranjen latinski napis, ki ga do danes še niso uspeli razvozlati.

### Pokopališče
Pokopališča, ki je bilo do leta 1822 okoli cerkve, nato do 1838 blizu današnjega župnijskega gospodarskega poslopja, je poslej na vzpetini nad desnim bregom Izvirnice.
V novo cerkev so prenesli nekaj stvari iz stare cerkve, tako kot lestenec, ki so ga darovali delavci tekstilne tovarne.

## Notranja podoba cerkve

### Umetnine
Marija z Jezusom, je delo slikarja Franca Vizjaka in je iz leta 1860. Okoli glavnega dela slike, so manjše slike, ki prikazujejo Jezusovo življenje od rojstva do smrti. Upodabljajo tri dele rožnega venca.
Cerkev tvori prezbiterij, kjer se nahaja glavni oltar s kipom svetega Pavla.  Na desni strani so vrata v zakristijo, v tem prostoru stoji stara baročna omara. Ob vratih je v steno vzidana posoda v kateri si je duhovnik pred obredom umil prste. Nad njo je latinski zapis: »PRIUS COR INDE MANIUS«, ki pomeni: »Najprej si operi srce, potem pa roke«.

### Glavni oltar
Vrata levo od glavnega oltarja vodijo v kapelico z božjim grobom. Nad obojnimi vrati sta prednja manjša kora.
Glavni oltar tvori tabernakelj, nad katerim je razpelo z Jezusom, ki ga obdajajo angeli. Osrednji del oltarja predstavljajo kipi treh apostolov, srednji predstavlja svetega Pavla, ki ga spremljata brata svetega Pavla, na levi strani sveti Peter in na desni strani sveti Andrej.
Veliki oltar je delo Ferdinanda Stuflessera (St.Ulrich, 1855.- Ortisei/St.Ulrich, 1926., Val Gardena, Južna Tirolska).

### Križev pot
Posebnost te cerkve, je križev pot delo Ferdinanda Stuflesserja, ki je izdelan reliefno, ozadje zanj pa je poslikano. Izdelan je bil v času 1 svetovne vojne. Vseh slik je 14-14 postaj in so razporejene po celotni cerkvi. Sprednji manjši kor so uporabljali pomembnejši krajani, da so na ta način pokazali, da so nad navadnim božjim ljudstvom. Lesena prižnica, ki jo je duhovnik uporabljal za pridiganje svojim vernikom (v domačem jeziku), je poslikana s štirimi evangelisti. Prižnica je bila nameščena na vzvišenem mestu, da se je pridiga bolje slišala, ker takrat še ni bilo ozvočenja. Predvsem pa so želeli poudariti, da je božja beseda nad njimi.

### Freske
Nad krstilnikom je freska, ki prikazuje Janeza Krstnika, ko krsti Jezusa. Golob na sliki prikazuje Svetega Duha, oko v trikotniku pa nakazuje na pristnost Božjega Očeta.
V cerkvi sta freski na levi in desni strani, ki prikazujeta življenje svetega Pavla. Notranjost cerkve so poslikali slikarji beneške šole pod vodstvom Antonija Brolla.
Orgle so bile prinesene v novo cerkev iz prejšnje cerkve in so delo Janeza Billicha iz leta 1846. Instrument danes ni več v izvirnem stanju, saj je bil večkrat predelan, čeprav je večina registrov, igralnik in mehanska traktura še vedno enaka.